# Гринвилл (Флорида)
Гринвилл (англ. Greenville) — муниципалитет, расположенный в округе Мадисон (штат Флорида, США) с населением в 837 человек по статистическим данным переписи 2000 года.

## География
По данным Бюро переписи населения США муниципалитет Гринвилл имеет общую площадь в 3,37 квадратных километров, водных ресурсов в черте населённого пункта не имеется.
Муниципалитет Гринвилл расположен на высоте 30 м над уровнем моря.

## Демография

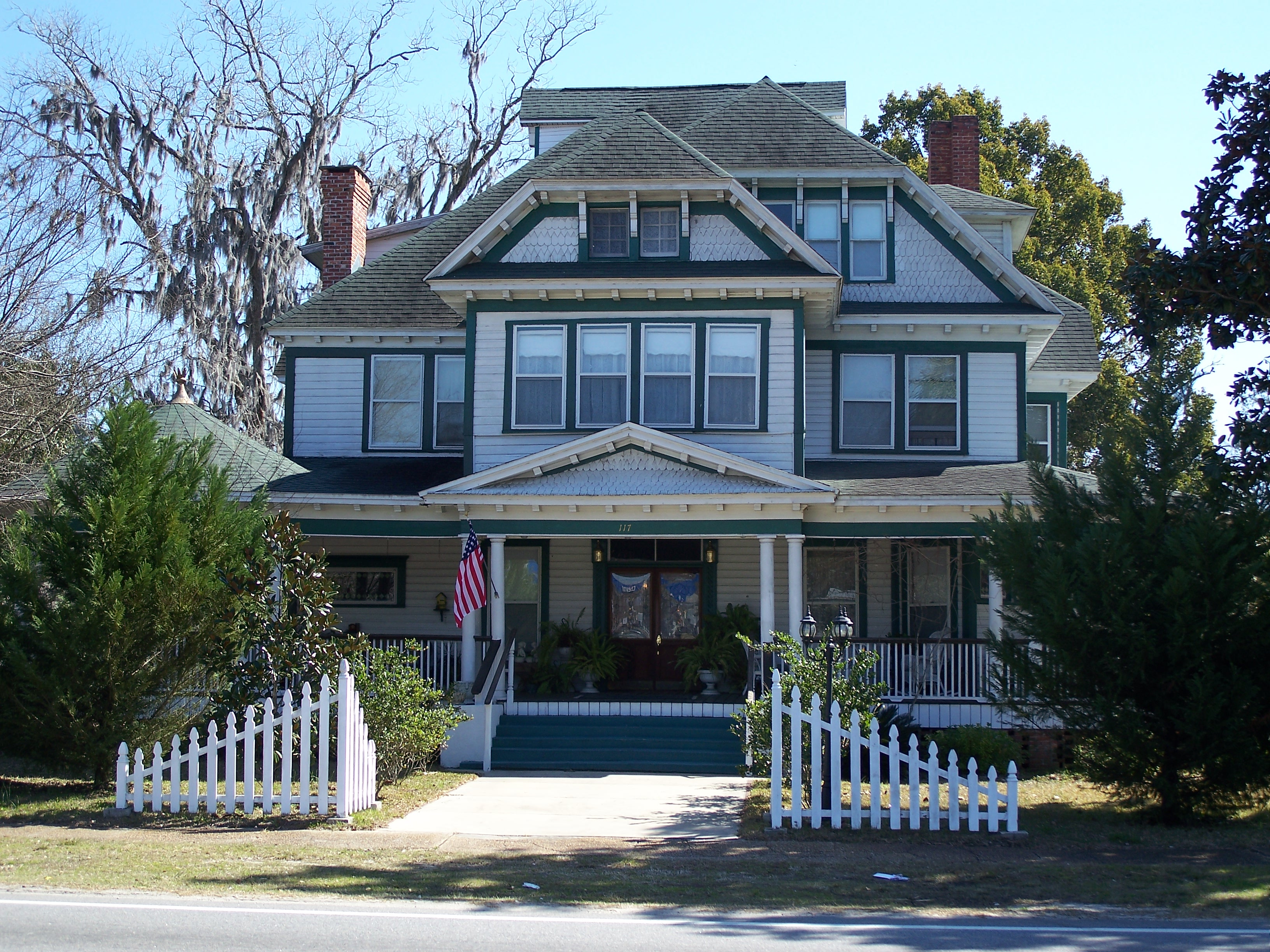
Историческое здание отеля Бишоп-Эндрюс в муниципалитете Гринвилл

По данным переписи населения 2000 года в Гринвиллe проживало 837 человек, 220 семей, насчитывалось 331 домашнее хозяйство и 394 жилых дома. Средняя плотность населения составляла около 248,37 человек на один квадратный километр. Расовый состав населённого пункта распределился следующим образом: 27,36 % белых, 72,04 % — чёрных или афроамериканцев, 0,12 % — коренных американцев, 0,12 % — азиатов, 0,24 % — представителей смешанных рас, 0,12 % — других народностей. Испаноговорящие составили 0,24 % от всех жителей.
Из 331 домашних хозяйств в 33,8 % воспитывали детей в возрасте до 18 лет, 33,8 % представляли собой совместно проживающие супружеские пары, в 27,5 % семей женщины проживали без мужей, 33,5 % не имели семей. 31,4 % от общего числа семей на момент переписи жили самостоятельно, при этом 16,9 % составили одинокие пожилые люди в возрасте 65 лет и старше. Средний размер домашнего хозяйства составил 2,53 человек, а средний размер семьи — 3,16 человек.
Население муниципалитета по возрастному диапазону по данным переписи 2000 года распределилось следующим образом: 31,3 % — жители младше 18 лет, 7,2 % — между 18 и 24 годами, 24,4 % — от 25 до 44 лет, 19,0 % — от 45 до 64 лет и 18,2 % — в возрасте 65 лет и старше. Средний возраст жителей составил 35 лет. На каждые 100 женщин в Гринвиллe приходилось 83,2 мужчин, при этом на каждые сто женщин 18 лет и старше приходилось 70,1 мужчин также старше 18 лет.
Средний доход на одно домашнее хозяйство составил 20 060 долларов США, а средний доход на одну семью — 21 484 доллара. При этом мужчины имели средний доход в 23 750 долларов США в год против 17 368 долларов среднегодового дохода у женщин. Доход на душу населения составил 20 060 долларов в год. 26,4 % от всего числа семей в населённом пункте и 32,9 % от всей численности населения находилось на момент переписи населения за чертой бедности, при этом 48,5 % из них были моложе 18 лет и 25,7 % — в возрасте 65 лет и старше.